# المراجعة العاشرة للتصنيف الدولي للأمراض
المراجعة العاشرة للتصنيف الدولي للأمراض (يرمز لها اختصاراً ICD-10) وهي المراجعة العاشرة التي جرت على التصنيف الدولي للأمراض، وهو تصنيف طبي معتمد من قبل منظمة الصحة العالمية (WHO. تتضمن هذه المراجعة ما يخص الأمراض من حيث الرموز والإشارات والأعراض والكشوفات غير الطبيعية، والشكاوى والظروف الاجتماعية والمسبّبات الخارجية للإصابة أو للمرض.
يجب التمييز بين الرموز الموجودة ضمن ICD-10، وهي رموز دولية، وبين التعديلات السريرية Clinical Modifications التي يمكن ان تجري محلياً، كما هو الحال في الولايات المتحدة الأمريكية. بدأ العمل على هذه المراجعة سنة 1983 وتم الانتهاء منه سنة 1992.
تتيح مجموعات الرموز أكثر من 14400 رمزًا مختلفًا وتسمح بتتبع العديد من التشخيصات الجديدة. من الممكن أن تصل الرموز إلى ما يتجاوز 16000 رمزًا عن طريق استخدام التصنيف الاختياري الفرعي. كما أن التفاصيل المسجلة في التصنيف الدولي للأمراض من الممكن أن تتزايد مع أسلوب المحاور المتعددة المبسط عن طريق استخدام رموز تستخدم للتقرير في مجال معلومات منفصل.
تقدم منظمة الصحية العالمية بيانات مفصلة عن التصنيف الدولي للأمراض على شبكة الإنترنت، كما تتيح مجموعة من الأدوات مثل التصنيف الدولي للأمراض 10 على متصفح الإنترنت، وتدريب التصنيف الدولي للأمراض، ودعم تدريب التصنيف الدولي للأمراض على الإنترنت، وأدوات التوجيه الدراسي للتحميل. 
يجب ألا تختلط فكرة الإصدار الدولي للتصنيف الدولي للأمراض مع التعديلات السريرية الدولية للتصنيف الدولي للأمراض التي تحتوي على معلومات ذات تفاصيل أكثر، وأحيانًا تحتوي أقسام منفصلة للعمليات. مثلًا  التصنيف الأمريكي الدولي للأمراض10 التعديلات السريرية يحتوي على 68000 رمزًا. لدى الولايات المتحدة أيضًا التصنيف الدولي للأمراض 10 التعديلات السريرية وهي نظام ترميز يحتوي على 76000 رمزًا غير مستخدمه في الدول الأخرى. 
بدأ العمل على التصنيف الدولي للأمراض 10 في عام 1983 وتم في 1992.

## القائمة
فيما يلي قايمة لرموز التصنيف الدولي للأمراض 10.

## التبني الدولي للاستخدام السريري
تستخدم 27 دولة التصنيف الدولي للأمراض 10 لعملية السداد وتخصيص المصادر في نظامهم الصحي. كما قامت القليل من هذه الدول ببعض التغييرات في التصنيف الدولي للأمراض لتحسين استخدام التصنيف الدولي للأمراض10. المقال التالي عبارة عن مراجع لبعض هذه التعديلات. يستخدم الإصدار الدولي الغير متغير للتصنيف الدولي للأمراض 10 في ما يقارب 110 دولة لتقديم تقرير واحصائيات أسباب الوفاة.

### كندا
أدخلت كندا التصنيف الدولي للأمراض 10 في عام 2000، وقامت بتطبيقه بطريقة متعاقبة على تسعة مقاطعات من أصل عشر وذلك بين العام 2001 و2004. بعد أن تم استرداد المعلومات بدأت مقارنة البيانات المصنفة من قبل التصنيف الدولي للأمراض 9 والتصنيف الدولي للأمراض10 ابتداءًا من الكميات والأطوال لمجموعات الفحص داخل التخصص.
يتطلب تنسيق النطاق الأوسع من تشخيص الأشخاص ورموز العمليات تحليل قريب للآثار الموجودة في مؤشرات تقديم لرعاية الصحية. نسبةً للمعلومات المقررة في عامي 2001 و2002 قامت المؤسسة الكندية للمعلومات الصحية، وهي منظمة غير مستقلة تعمل مع الحكومة الفدرالية، بجدولة المدخلات. أجري تحليل إحصائي دقيق لتقييم الفروقات بين رموز التصنيف الدولي للأمراض 9 ورموز التصنيف الدولي للأمراض 10 الخاص بالإصدار الكندي لمجموعات التشخيص، ومجموعات الحالات المختلطة والتي تستخدم في نظام تصنيف المرضى لمجموعات للمرضى ذو الصفاة المتشابهة. 

### الصين
تبنّت الصين التصنيف الدولي للأمراض 10 في عام 2002.

### جمهورية التشيك
تبنّت جمهورية التشيك التصنيف الدولي للأمراض 10 عام 1994 العام الذي يلي الاعتماد الرسمي من منظمة الصحة العالمية. تبنّت جمهورية التشيك جميع التحديثات للإصدار الدولي (في 2004 و2010 و2011 و2012)

### فرنسا
اعتمدت فرنسا ملحق سريري للتصنيف الدولي للأمراض 10 في عام 2005. شاهد أيضًا موقع ATIH

### ألمانيا
ألمانيا: التصنيف الدولي للأمراض 10 التعديل الألماني

### كوريا
أُوجدت التعديلات الكورية منذ 2008.

### هولندا
أُنشئت الترجمة الهولندية للتصنيف الدولي للأمراض 10 بواسطة شبكة منظمة الصحة العالمية-عائلة التصنيفات الدولية في عام 1994. يوجد قاموس على الإنترنت. 

### جنوب أفريقيا
طُبِّقَ التصنيف الدولي للأمراض 10 في يوليو 2005 تحت كنف فريق عمل تطبيق التصنيف الدولي للأمراض 10 الوطني والذي يضم فرق عمل بين القطاع الوطني للصحة ونظم الإرشاد الطبي.

### السويد
أنشِئت الترجمة السويدية الحالية للتصنيف الدولي للأمراض 10 في 1997. أضاف التعديل السريري تفاصيل واستغنى عن رموز الإصدارات الدولية في إطار الاستخدام السريري للتصنيف الدولي للأمراض:
الرموز –F64.1- (الدور-المزدوج، ممارسة سلوكيات الجنس الآخر)، -F64.2- (اضطرابات الهوية الجنسية في مرحلة الطفولة)، -F65.0- (الخضوعية أو الفتيشية، الحصول على المتعة الجنسية بالتعذيب الجسدي أو النفسي)، -F65.1- (عدم الرضا أو الراحة بالجنس الحالي)، -F65.5- (السّاديّة الممزوجة بتعذيب الذات)، -F65.6 (اضطرابات متعددة في التفضيلات الجنسية) كل هذه الرموز لم تعد موجودةً في النسخة السويدية منذ 1 يناير 2009 نسبةً إلى قرار أصدره المدير العام الحالي للمجلس الوطني للصحة والرعاية الاجتماعية السويدية. كما أن الرمز –O60.0- (المخاض قبل أوانه دون الولادة) لم يعتد مستخدمًا في السويد وعوضاً عنه تم استخدام الرمز –O47- (المخاض الخاطئ) وهو الرمز الموصى به، وذلك منذ 1 يناير 2009.

### تايلاند
أوجدت التعديلات التايلاندية منذ 2007، أوجدت وزارة الصحة العامة التصنيف الدولي للأمراض-النسخة التايلندية. كما أن تم استخدام واحد من الرموز الثلاثة الأولى في التصنيف الدولي للأمراض 10 مع تشيكوسلوفاكيا والدنمارك في عام 1994

### المملكة المتحدة
كان التصنيف الدولي للأمراض10 مستخدمًا كمرجع أول في المملكة المتحدة في عام 1995. وفي عام 2010 أنشأت الحكومة البريطانية تعهدًا بتحديث الإصدار البريطاني للتصنيف الدولي للأمراض10 كل ثلاثة سنوات. نتيجةً لما سبق تم اعتماد النسخة العاشرة من التصنيف الدولي للأمراض 10 ليتم تطبيقه في الخدمات الصحية الوطنية في 1 أبريل 2012 بواسطة مجلس معايير المعلومات للصحة والرعاية الاجتماعية. كما أعلنت منظمة الصحة العالمية تحديث رئيسي في إصدار 2016 من التصنيف الدولي للأمراض، وقد تم مسبقاً تأجيل إطلاق واستخدام النسخة الخامسة للتصنيف الدولي للأمراض 10 من عام 2015 إلى عام 2016. وعلى هذا النحو ستكون النسخة الخامسة للتصنيف الدولي للأمراض مرجعاً لتصنيف التشخيصات في المملكة المتحدة في 1 أبريل 2016.

### الولايات المتحدة
أحدث التصنيف الدولي للأمراض10 أثرًا في الولايات المتحدة في 1 أكتوبر  2015 ولم يخصص استخدامه لاحتياجات الحالات الطبية المقررة للمرضى الداخليين. يوجد ما يتجاوز 70000 رمزاً في التصنيف لدولي للأمراض10 وهو رقم كبير مقارنةً بعدد رموز التصنيف الدولي للأمراض9 وهو 14000 رمزًا.
في الولايات المتحدة، كانت قائمة التصنيف الدولي للأمراض 10 معنية بمعلومات شهادات ومعدلات الوفيات منذ 1999. 

الموعد الأخير لبداية استخدام التعديل السريري لقائمة التصنيف الدولي للأمراض لنظام ترميز التشخيصات وترميز العمليات للمرضى الداخليين بالمستشفيات هو يوم 1 أكتوبر 2015 وهو في العام الذي يلي الموعد النهائي السابق الذي كان في 2014. كما أنه تم تحديدي موعد نهائي سابق آخر في 1 أكتوبر 2013 والذي يسبق الموعد النهائي في عام 2014. يجب أن تحدث جميع قوانين التأمين الصحي والمحاسبة «المؤسسات المشمولة» تغييرًا، يعتبر تبني تبادل البيانات الرقمية شرطًا أساسيًا للتصنيف الدولي للأمراض 10 التعديل السريري، إصدار 5010 في 1 يناير 2012. تم تأجيل الانتقال إلى إصدار 5010 بواسطة مراكز الرعاية الصحية وخدمات الرعاية الصحية إلى 31 مارس 2012 مع الوكالة الفدرالية نقلًا عن العديد من العوامل والتي تشمل التحديثات البرمجية البطيئة. مر تطبيق التصنيف الدولي للأمراض 10 التعديل السريري بتأجيلات سابقة. في يناير 2009، تم تأجيل التطبيق إلى عامين وفي 1 أكتوبر 2013 بدلًا عن الموعد السابق 1 أكتوبر 2011.
معظم التأجيلات الأخيرة لتطبيق التصنيف الدولي لللأمراض10 أوحى مجتمع الرعاية الصحية إلى احداث درة فعل مزدجة. على الرغم من أن الموعد النهائي لاستخدام التصنيف الدولي للأمراض 10 تم تأجيله مرارًا، أوصت مراكز الرعاية الصحية وخدمات الرعاية الصحية الممارسات الطبية لأخذ العديد من سنوات للاستعداد لتطبيق قائمة الرموز الجديدة. البنية الأساسية لرموز التصنيف الدولي للأمراض 10 هي كالتالي: الحرف الأول والثاني والثالث (تصنيف المرض)، الرابع (مسببات المرض)، الخامس (الجزء المتضرر من الجسم)، السادس (خطورة المرض)، والسابع (ملحق للرمز يتيح تخصيصه بشكل أدق). لا يُكتفى بتنزيل واختبار البرمجيات الجديدة، بل يجب توفير ممارسة طبية وتدريب للأطباء وأعضاء الفريق الطبي والإداريين. وتوجد هناك حاجة لتطوير سياسات وتوجيهات جديدة لممارسته، وتحديث أوراق ونماذج العمل. ولتسهيل عملية استخدام التصنيف الدولي للزمراض 10، قد تضيف الممارسة «مسارًا» لتحويل رموز التصنيف الدولي للأمراض 9 التعديل السريري – المستخدم كثيراً- إلى نسخة معادلة في الفعالية من التصنيف الدولي للأمراض 10 التعديل السريري.

### الإمارات العربية المتحدة-دبي
اعتمدت هيئة دبي الصحية التصنيف الدولي للأمراض في عام 2012.

### إصدارات اللغة
إصدارات اللغة يجب ألا تختلط بالإصدارات السريرية. تمت ترجمة التصنيف الدولي للأمراض إلى 42 لغة.

## روابط خارجية
- نسخة 2015 من المراجعة العاشرة للتصنيف الدولي للأمراض
- أداة تدريب من منظمة الصحة العالمية
- تدريب أونلاين